# Route 299 (Québec)
Pour les articles homonymes, voir Route 299.
La route 299 (R-299) est une route régionale québécoise d'orientation nord / sud située sur la rive sud du fleuve Saint-Laurent. Elle dessert la région administrative de la Gaspésie–Îles-de-la-Madeleine et passe par le Bas-Saint-Laurent.

## Tracé
La route 299 débute à la jonction de la route 132 à New Richmond et finit à nouveau sur la route 132 à Sainte-Anne-des-Monts. Isolée, elle ne se situe dans aucune municipalité organisée sur la grande majorité de sa longueur. Elle sert principalement de route d'accès au Parc national de la Gaspésie, qu'elle traverse de part en part. Dans sa partie sud, elle longe la rivière Cascapédia.

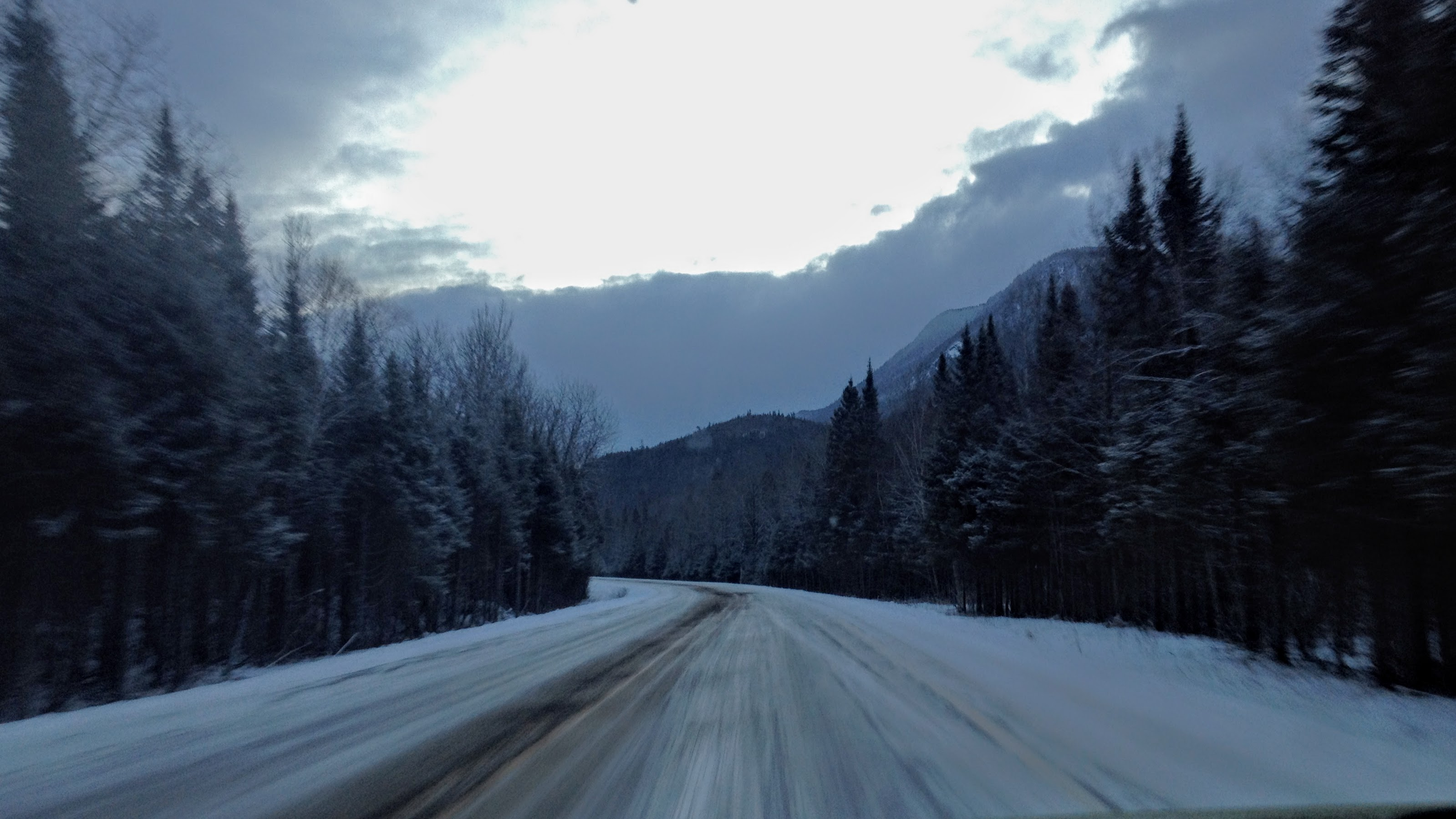
La route 299 près du mont Albert en hiver.
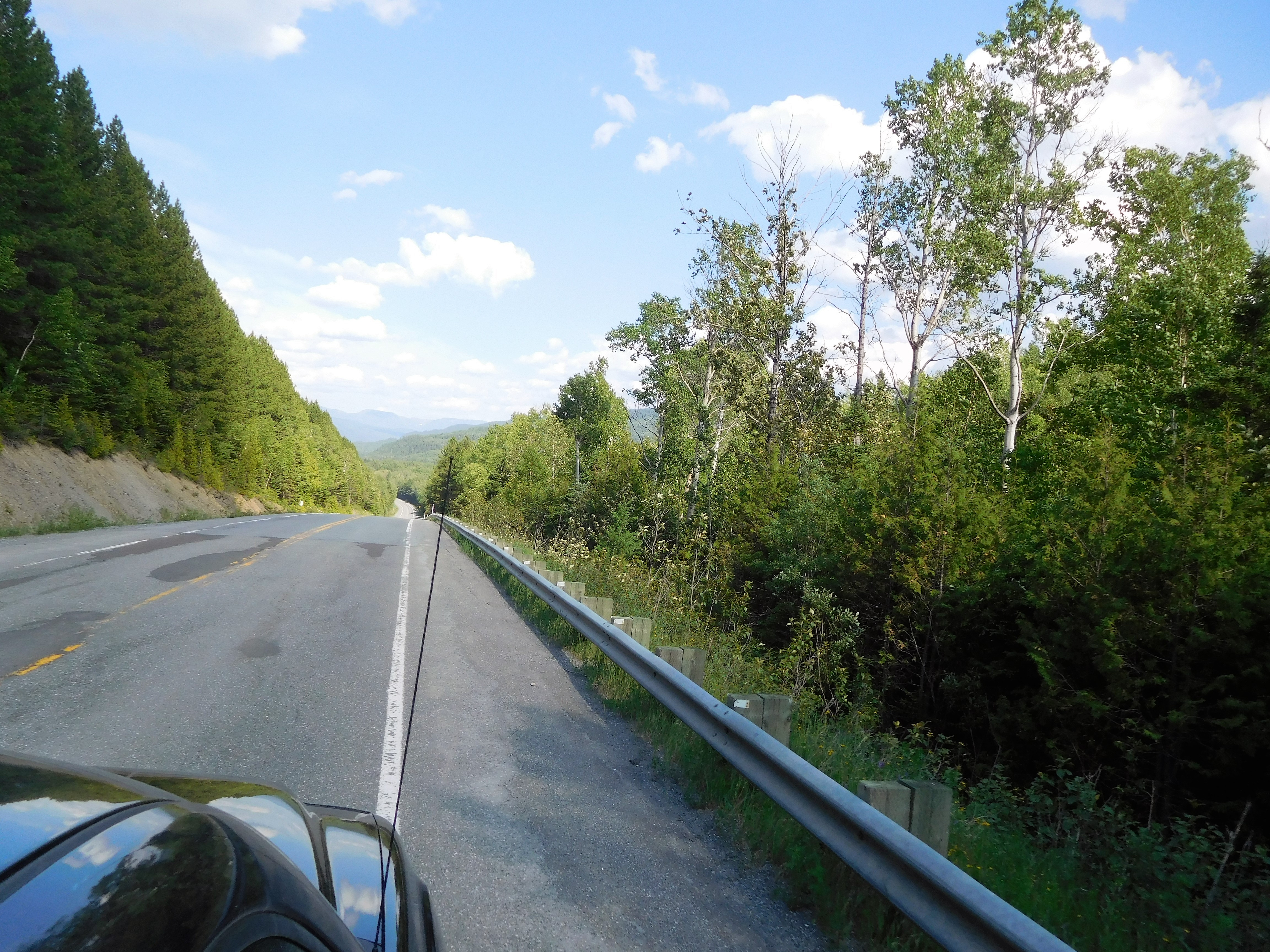
La route 299 vers les monts Chic-Chocs.
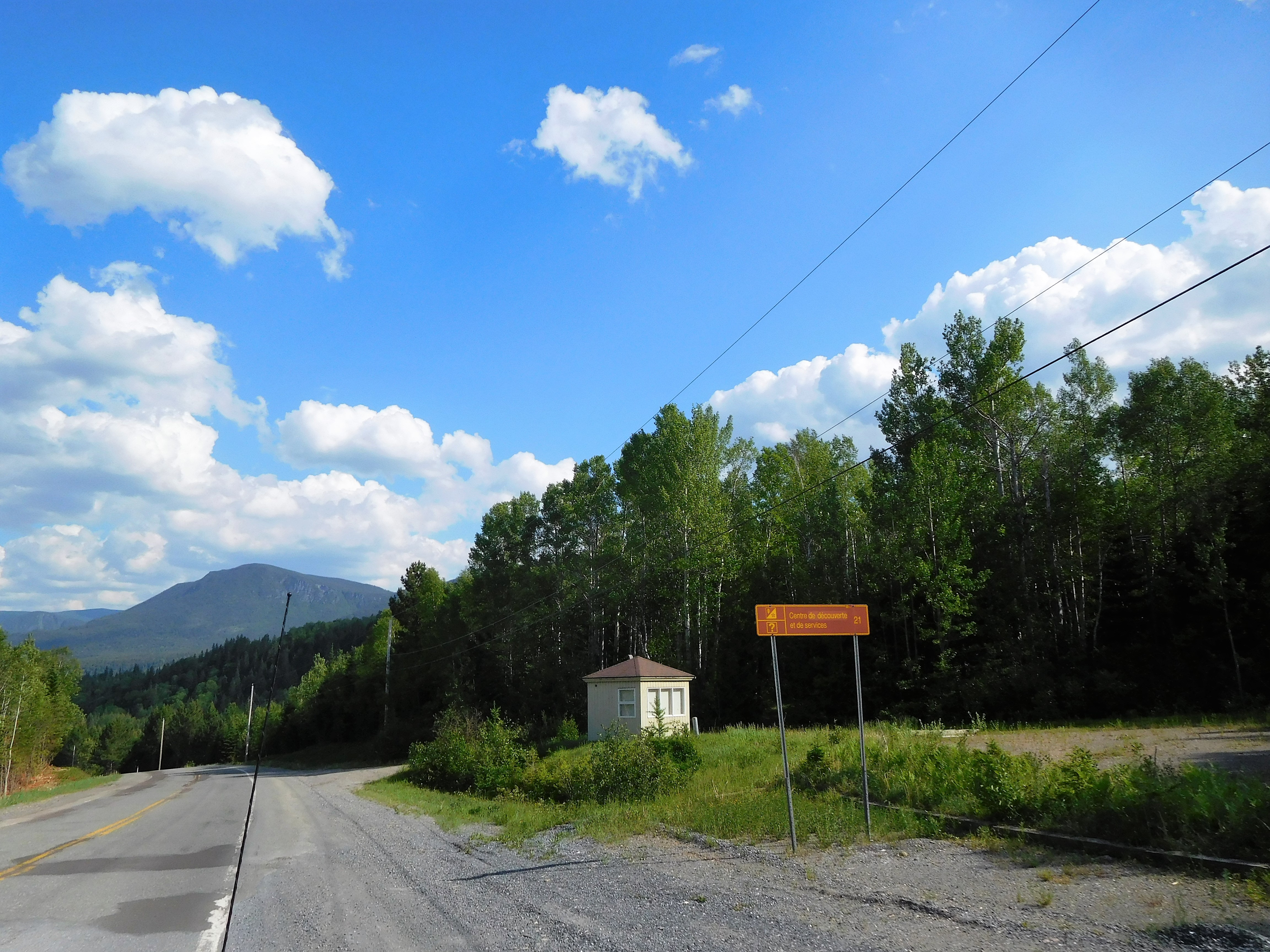
La route 299 à l'entrée du Parc national de la Gaspésie.
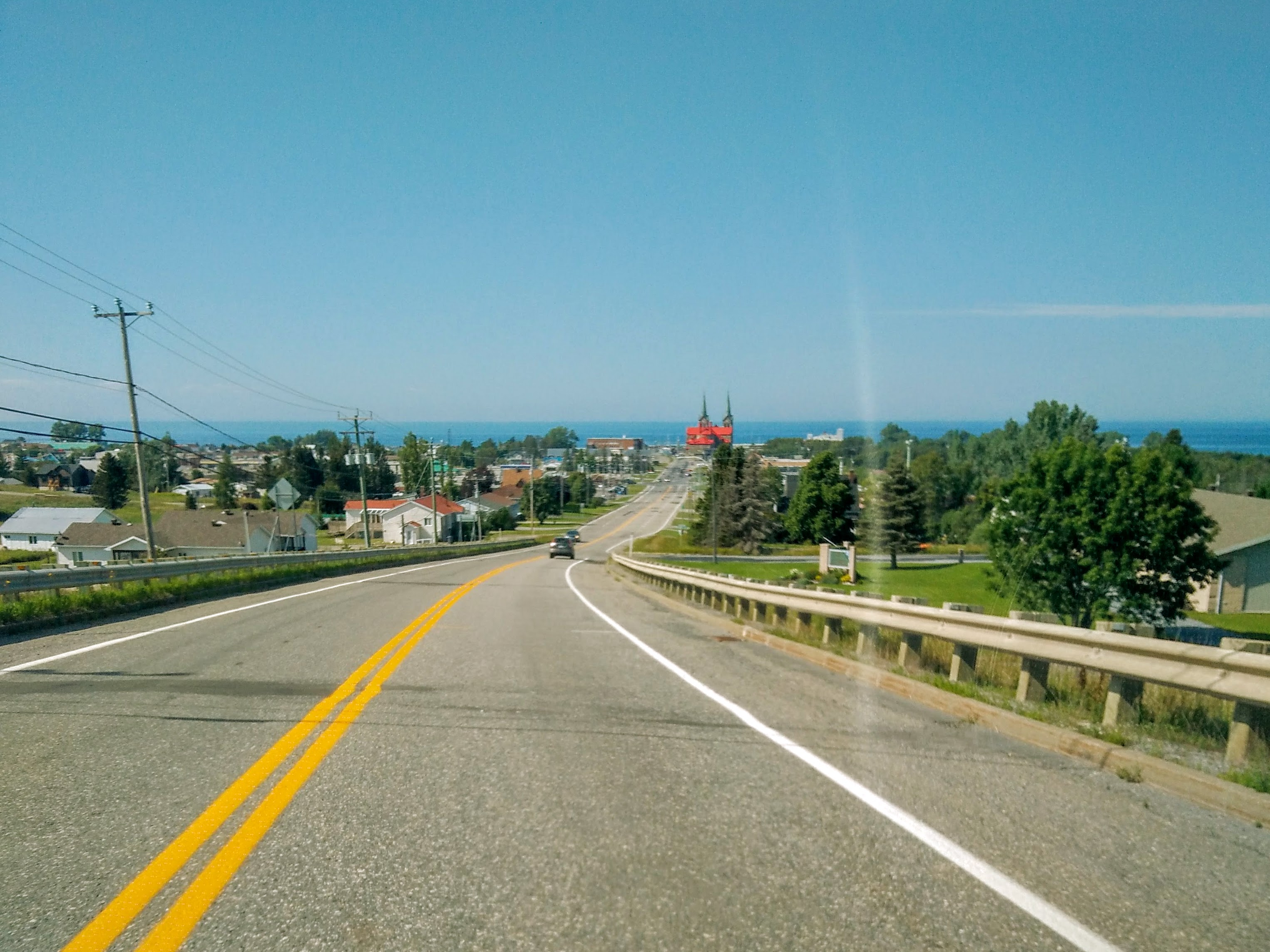
La route 299 descend vers le fleuve Saint-Laurent depuis les monts Chic-Chocs.

## Localités traversées (du sud au nord)
Liste des municipalités dont le territoire est traversé par la route 299, regroupées par municipalité régionale de comté.

### Gaspésie–Îles-de-la-Madeleine
Bonaventure
- New Richmond
- Cascapédia–Saint-Jules
- Rivière-Bonaventure (TNO)

### Bas-Saint-Laurent
La Matapédia
- Lac-Casault (TNO)

La Matanie
- Rivière-Bonjour (TNO)

### Gaspésie–Îles-de-la-Madeleine
La Haute-Gaspésie
- Mont-Albert (TNO)
- Sainte-Anne-des-Monts

## Intersections majeures
| MRC               | Municipalité          | km     | Destinations                                      | Notes |
| ----------------- | --------------------- | ------ | ------------------------------------------------- | ----- |
| Bonaventure       | New Richmond          | 0,00   | R-132 – Pointe-à-la-Croix, Chandler, New Richmond |       |
| La Haute-Gaspésie | Mont-Albert           | 83,00  | Route du Lac-Sainte-Anne – Murdochville           |       |
| La Haute-Gaspésie | Sainte-Anne-des-Monts | 137,70 | R-132 – Cap-Chat, Matane, Gaspé                   |       |
|                   |                       |        |                                                   |       |